# Селивановы
Селивановы (Селевановы) — дворянские роды татарского происхождения, из рязанских бояр.

## Происхождение и история рода
Татарский мурза Кичи-бей (младший, малый бей), прибывший из Большой Орды (ок. 1427) на службу к рязанскому князю Фёдору Ольговичу, был крещён под именем Василий (по другому родословнику — Селиван) и пожалован в бояре. Кичибей-Василий имел сыновей Ивана Кичибеевича, прозванного Карабья или Карабей (старший, старый, бей) (упомянут в 1464—1482), и Селивана. От них пошли роды Коробьиных и Селивановых.
Боярин Василий Селиванович (упомянут 01.12.1506), Иван Васильевич Селиванов (упомянут 11.10.1529), Фёдор Васильевич Селиванов погиб под Казанью (1524), Григорий Васильевич Селиванов (1531).
Игнатий Михайлович Селиванов воевода в Зарайске (1664—1665), брат его, Павел — воевода в Карпове (1654—1656). Сын первого из них, стольник Иван, воевода в Короче при Петре Великом, а брат его Максим — в Ельце, на Усерде и в Переяславле-Рязанском. Матрёна Романовна Селиванова, по мужу Леонтьева  (с 1674) боярыня, мамка и казначеей царевича Петра Алексеевича.
При подаче документов (07 февраля 1686) для внесения рода в Бархатную книгу, была предоставлена родословная роспись Селивановых.
Род внесён в VI часть родословных книг Рязанской, Владимирской и Костромской губерний (Гербовник, Х, 49).
Другой род Селивановых (или, может быть, отрасль предыдущего) восходит к началу XVII века (1610) и внесён в VI и II части родословных книг Тамбовской, Пензенской и Воронежской губернии.
Есть ещё род Селивановых, восходящий к началу XVII века и внесённый в VI часть родословной книги Рязанской губернии, и несколько родов позднейшего происхождения.
Также Селивановы — это род промышленников и предпринимателей, ведущий своё начало с XVIII столетия. Основателем этой династии считается Федор Петров, сын Селиванов (род. ок. 1705), названный в Переписной книге 2-й ревизии за 1749 г. в числе купцов «3-й четверти». Его сын Гаврила Федорович (род. ок. 1747), внуки Феодор (род. ок. 1775) и Леонтий (род. ок. 1781) были мещанами и занимались производством кирпича (владели кирпичным заводом).

## Описание герба
Щит разделен горизонтально на две части, из коих в верхней в голубом поле находятся две серебряных луны и над оными в облаках красный крест (изм. польский герб Круневич). В нижней части в золотом поле, разделённом надвое, изображены: с правой стороны воин в латах, держащий в левой руке копьё, а с левой ездок, скачущий в правую сторону с поднятым мечом.
Щит увенчан дворянскими шлемом и короной с тремя страусовыми перьями. Намёт на щите голубой, подложен золотом. Щитодержатели: два Азиата с луками.

## Известные представители
- Селиванов Павел Михайлович — стольник патриарха Филарета (1629), московский дворянин (1636—1658).
- Селиванов Роман Михайлович — стряпчий (1636), московский дворянин (1636-1668), походный московский дворянин царицы Натальи Кирилловны (1676—1677).
- Селиванов Игнатий Михайлович — московский дворянин (1668—1677).
- Селиванов Фёдор Иванович — стольник царицы Прасковьи Фёдоровны (1686—1692).
- Селиванов Никита Иванович — комнатный стольник царя Петра Алексеевича (1686—1692).
- Селивановы: Михаил и Иван Павловичи, Борис и Иван меньшой Павловичи - стряпчие (1658-1692).
- Селивановы: Юрий и Иван Романовичи, Дмитрий Максимович, Дмитрий и Иван большой Павловичи, Максим, Иван и Дмитрий Игнатьевичи — стольники (1680—1692)[11].
- Фёдор Михайлович (ум. 1782) — вице-адмирал, генерал-контролер адмиралтейств-коллегии.
- Селиванов, Александр Иванович (1789—1849) — контр-адмирал, кавалер ордена Святого Георгия (1832).
- Селиванов Александр Фёдорович (1856—1919) — российский писатель и педагог, краевед.
- Селиванов Дмитрий Фёдорович (1855-1932) - российский математик и педагог.
- Селиванов, Василий Васильевич (1813—1875) — литератор и рязанский земский деятель
- Селиванов, Алексей Васильевич (1851—1915) — зоолог и археолог.
- Селиванов, Павел Александрович (1825—1882) — контр-адмирал.
- Селиванов, Иван Павлович (1903—1984) — советский авиационный штурман, Герой Советского Союза (22 февраля 1939), генерал-майор авиации (1943), Заслуженный военный лётчик Чехословакии (1970).